# David J. Tholen
David J. Tholen é um astrónomo norte-americano do Instituto para a Astronomia da Universidade do Hawai. É especializado em astronomia planetária e do sistema solar.  Tholen é também responsável pela descoberta de vários asteróides, incluindo o agora perdido 1998 DK36, que poderá ser um asteróide apoélico, e o 2004 XZ130, que certamente o é. Foi galardoado com o prémio H. C. Urey em 1990.

Trajetória do asteróide 99942 Apophis, co-descoberto por David J. Tholen

Foi ainda o co-descobridor do asteróide 99942 Apophis (anteriormente conhecido como 2004 MN4). Este asteróide irá fazer uma grande aproximação à Terra no dia 13 de Abril de 2029, aparecendo muito brevemente com uma luminosidade semelhante à de uma estrela de terceira magnitude.